# Mirsada Burić
Mirsada Burić, född 8 april 1970, är en friidrottare från Bosnien och Hercegovina. Hon deltog vid olympiska sommarspelen 1992.